# Maciej Potępa
Maciej Potępa (ur. 1945) – polski filozof, profesor.

## Życiorys
Studiował filozofię i fizykę na Uniwersytecie Warszawskim. W latach 1969–2001 pracował w Katedrze Filozofii Uniwersytetu Łódzkiego, a w latach 1997–2002 w Instytucie Filozofii Polskiej Akademii Nauk. W 2001 został wykładowcą na Uniwersytecie Warmińsko-Mazurskim w Instytucie Filozofii. Był stypendystą fundacji im. Alexandra von Humboldta w latach 1982–1984. Wykładał także w Austrii, Niemczech oraz Szwajcarii. W latach 1996–1998 wykładał na Wydziale Filozoficznym Uniwersytetu w Siegen. W 1994 współorganizował pierwszy światowy kongres hermeneutyczny w Halle. W 1998 był nominowany do nagrody im. Alexandra von Humboldta. Członek Towarzystwa Fichteańskiego w Niemczech oraz Towarzystwa mi. Karla Jaspersa w Austrii. Zajmuje się głównie idealizmem niemieckim oraz historią hermeneutyki, jest autorem wielu prac poświęconych tej dziedzinie. Jego ostatnia praca to: Spór o podmiot w filozofii współczesnej. Husserl. Heidegger. Gadamer. Jaspers. (2003).